# Mięsień c (głaszczki)
Mięsięń c, mięsień 19c (ang. fourth intrinsic muscle of the maxillary palp) – mięsień wchodzący w skład aparatu gębowego owadów.
Jest to czwarty wewnętrzny mięsień głaszczków szczękowych. Mięsień ten wychodzi z trzeciego sklerytu głaszczków szczękowych i przyczepia do czwartego sklerytu głaszczków szczękowych.